# Tenlag
Tenlag (Russisch: Теньлаг; voluit: Тенькинский исправительно-трудовой лагерь; Tenkinski ispravitelno-troedovoj lager) was van (waarschijnlijk) 1949 tot 1956 een hervormingswerkkamp binnen de structuur van de Dalstroj (onderdeel van de Goelag).

## Geschiedenis
De Tenlag werd opgericht in 1949. De leiding bevond zich in het dorp Oest-Omtsjoeg in de Sovjet-Russische oblast Magadan. Tussen 1951 en 1952 viel het onder de Dalstroj en van 1953 tot 1956 onder de Dienst voor de Noordoostelijke Hervormingswerkkampen van het Ministerie van Justitie van de Sovjet-Unie (OeSVITL MJoe), dat vervolgens opging in het Ministerie van Binnenlandse Zaken. 
Gevangenen werden met name tewerkgesteld als prospector (deels ondergronds), geologische werkzaamheden en voor werk in de mijnen (waaronder goud en uranium) en ertsveredelingsfabrieken. Ook werden ze ingezet in de houtkap, het onderhoud van elektriciteitscentrales, transportmiddelen en machines. Het meest beruchte kampsysteem binnen de Tenlag was Boetoegytsjag.
Op 1 september 1951 bedroeg het aantal gevangenen 17.990, waaronder 1930 vrouwen. In 1952 was het aantal gevangenen gedaald tot 15.517 en in 1953 tot 8.863.